# AIDS (economía)
El sistema casi ideal de demanda en inglés se le denomina Almost Ideal Demand System (AIDS) (1980) es un modelo de demanda de consumo, el cual es utilizado principalmente por los economistas para estudiar el comportamiento del consumidor. El modelo AIDS da una aproximación de primer orden arbitraria a cualquier sistema de demanda y tiene muchas cualidades deseables de los sistemas de demanda. Por ejemplo satisface los axiomas de orden, agregados a los consumidores sin invocar lineales paralelas curvas de Engel, es coherente con las limitaciones presupuestarias, y es fácil de estimar.

## Modelo
El modelo AIDS se basa en una primera especificación de una función de costo/gasto c(u, p):
{\displaystyle \log(c(u,p))=\alpha _{0}+\sum _{k}\alpha _{k}\log(p_{k})+{\frac {1}{2}}\sum _{k}\sum _{j}\gamma _{kj}^{*}\log(p_{k})\log(p_{j})+u\beta _{0}\prod _{k}p_{k}^{\beta _{k}}}
donde p representa los precios de L bienes, y u el nivel de utilidad. Esta especificación satisface homogeneidad de orden 1 en precio, y es una aproximación de segundo orden de una función de costos.
De esto, podemos derivar las ecuaciones de demanda usando el lema de Shephard, sin embargo es más fácil poner la ecuación en términos de porcentajes de gasto:
{\displaystyle w_{i}=\alpha _{i}+\sum _{j}\gamma _{ij}\log(p_{j})+\beta _{i}\log\{x/P\}}
con x siendo el total de gasto, {\displaystyle \gamma _{ij}=1/2(\gamma _{ij}^{*}+\gamma _{ji}^{*})}, y P es un índice de precios, también llamado índice de Stone:
{\displaystyle \log(P)\equiv \alpha _{0}+\sum _{k}\alpha _{k}\log(p_{k})+{\frac {1}{2}}\sum _{k}\sum _{j}\gamma _{kj}\log(p_{k})\log(p_{j})}.
Bajo las restricciones pertinentes sobre los parámetros {\displaystyle \alpha ,\beta ,\gamma }, Estas ecuaciones comparte presupuesto comparten las propiedades de una función de demanda:
- Homogénea de grado 0 en los precios y el gasto total
- Suma de participaciones presupuestarias se suman a 1 (es decir, {\displaystyle \sum w_{i}=1})
- Satisfacer la simetría de la matriz de Slutsky.

## Origen y aplicaciones
El sistema AIDS se deriva del modelo de piglog, que permite a los investigadores tratar el comportamiento agregado de los consumidores como si fuera el resultado de un solo consumidor maximizador.
Muchos estudios han utilizado el sistema AIDS para determinar la asignación óptima de los gastos entre los grupos amplios de productos básicos, es decir, en los altos niveles de agregación de los productos básicos.
Además, el sistema AIDS se ha utilizado como un sistema de la demanda de la marca de fábrica para determinar tarifas óptimas del consumo para cada marca usando el gasto de la categoría del producto y los precios de la marca solamente. Si se asume que las preferencias de los consumidores son débilmente separables, la asignación óptima de los gastos entre las marcas de una categoría de productos determinada puede determinarse independientemente de la asignación de gastos dentro de otras categorías de productos.

## Gasto y utilidad indirecta
La función de gasto es la inversa de la función de utilidad indirecta cuando los precios se mantienen constantes. Es decir, por cada vector de precio {\displaystyle p} y nivel de ingresos {\displaystyle I}:: 106 
{\displaystyle e(p,v(p,I))\equiv I}